# Two Funny – Die Sketch Comedy
Two Funny – Die Sketch Comedy war eine deutsche Sketch-Comedyshow des Fernsehsenders Sat.1. Die Hauptdarsteller Judith Richter und Alexander Schubert waren in verschiedenen Sketchen zu sehen, in denen es hauptsächlich um alltägliche Zweier-Situationen ging, wie zum Beispiel ein Gespräch zwischen Kellner und Gast oder Arzt und Patient. Ein festes Element der Sendung war die Rubrik „Maike und Tom“, in der die Protagonisten ein glückliches Pärchen spielen, das immer wieder in Alltagskonflikte gerät.
Erstmals am 4. Januar 2008 ausgestrahlt, erreichte die Sendung einen Marktanteil von 11,6 % und brachte dem Sender damit überdurchschnittliche Werte am Freitagabend ein. Eine Woche später lag der Marktanteil bei 10,1 Prozent in der werberelevanten Zielgruppe.

## Rezeption
„Und dennoch ist das neue Sat.1-Format wirklich sehenswert. Es gibt wenige Sendungen dieses Genres, die wirklich zum Lachen bewegen. ‹Two Funny› hat es gleich mehrmals geschafft. Natürlich gibt es auch einige Gags, die mehr oder weniger in die Hose gingen, die Anzahl der Treffer ist aber überdurchschnittlich hoch.“

„Two Funny: Der vierte Neustart ist, abgesehen vom dämlichen Titel-Wortspiel, passabel.“